# 디스트릭트선
디스트릭트선(District line)은 런던 지하철 중에서 최초로 지하에 지어진 노선이다. 역수는 59개이고 런던 지하철 노선 중에서 가장 많은 역을 가지고 있다. TfL에서 관리하고 있으며, 차량기지는 업민스터, 일링, 해머스미스에 있다.

## 역사
디스트릭트 선은 1868년 12월 24일에 사우스 캔싱턴에서 웨스트민스터 브릿지 (현재 웨스트민스터)까지 개통되었다.
1869년 4월 19일 웨스트 브롭든에서 사우스 캔싱턴까지 연장하였다. 같은 해 5월 웨스트민스터 브릿지에서 블랙페어스까지 개통 되었다. 1871년 7월 3일 블랙페어스에서 맨션 하우스까지, 또한 하이 스트리트 캔싱턴에서 얼스 코트까지 연장하였다.
1872년 얼스 코트에서 웨스트 캔싱턴까지 오픈하였다. 이 연장은 또한 1874년 해머스미스까지 연장하였고, 1877년 리치몬드까지, 1879년에는 턴함 그린역에서 일링 브로드웨이까지 개통하였다. 1880년에는 웨스트 브롭든에서 퍼트니 브릿지까지 개통하였다.
1883년, 디스트릭트 선이 밀 힐 파크(현재 엑튼 타운)에서 하운슬로까지 개통되었다.(이 지선은 나중에 피카딜리 선이 된다)
1884년, 서클 선이 순환선을 만들면서 디스트릭트 선은 화이트채플까지 개통되었다. 같은 해, 세인트 메리스 역에서 뉴 크로스 역까지 개통되었다. 이 지선은 1905년 바로 이스트 런던 선으로 바뀌었다. 1889년 퍼트니 브리지에서 윔블던까지 개통되었다. 디스트릭트 선은 1902년 업민스터까지 개통하였고, 억스브릿지까지 개통하였다. 1933년 억스브릿지 지선이 피커딜리 노선에게 인수되었다. 1960년경 디스트릭트 노선의 엑튼 타운에서 하운슬로도 피커딜리 노선에게 인수되어 지금의 모습이 되었다.

### 노선정보
디스트릭트 선은 40 마일 (64 km)의 길이에 60개의 역을 제공한다. 이 노선은 제4궤조 직류 시스템으로 전력을 공급받는다.: 중심 급전 궤도가  –210 V, 주행 궤도 외부의 급전 궤도가 +420 V로, 630 V의 전위차가 있다. 단, 본선 열차가 운행되는 두 개의 구간(이스트 퍼트니~윔블던, 거너즈버리~리치먼드)은 주행 궤도에 중심 궤도가 결합되어 있다. 얼스 코트 역의 서쪽에는, 4개의 지선이 있다. 센트럴 선 북쪽과, 패딩턴 밖의 그레이트 웨스턴 본선에 디스트릭트 선의 승강장이 있다. 약 2⁄3 마일 (1.1 km) 후 노선은 행거 레인(Hanger Lane) 교차점의 피카딜리 선 억스브리지(Uxbridge) 지선을 만나게되고, 그 후 이 선로는 일링 커먼 역에서 피카딜리 선 히스로(Heathrow) 지선이 합류하는 액튼 타운 역까지 공유된다. 액튼 타운~배런즈 코트 간의 이 노선에는 4개의 선로가 있는데, 용도에 따라 쌍을 이루고 있다. 디스트릭트 선은 바깥쪽 쌍 노선을 사용하며, 무정차 열차가 지나는 피카딜리 선은 안쪽 쌍 노선을 사용한다. 리치먼드 역에서 런던 오버그라운드 및 디스트릭트 선 승강장은 워털루-리딩 선 승강장에서 북쪽에 있다. 큐 철교(Kew Railway Bridge)에서 탬스 강을 건너는 두 선로는 커너스버리(Gunnersbury) 교차점까지 런던 오버그라운드 열차와 공유되며,
그 후 디스트리트 선 선로는 터넘 그린 역 바로 앞의 4선로의 디스트릭트 및 피카딜리 선에 합류한다.
본선에는 액튼 타운(Acton Town), 해머스미스(Hammersmith), 배런즈 코트(Barons Court) 역에서 평면 환승이 되며, 그 후 피카딜리 선이 터널로 내려가고 디스트릭트 선은 웨스트 켄징턴 역을 통과하는 두 선로가 된다. 노선이 얼스 코트(Earl's Court) 역에 진입하기 전에 짧은 켄징턴(올림피아) 지선이 평면 교차점에서 분기하고 윔블던 지선은 입체 교차점에서 합류한다. 윔블던 지선의 윔블던 역은 사우스웨스턴 본선 승강장의 서쪽에 위치하며, 복선 선로는 풀햄 철교(Fulham Railway Bridge)에서 탬스 강을 건너기 전에 하운슬로 루프 선이 있는 이스트 퍼트니 역에서 분기점을 갖는다.; 퍼트니 브리지 역에 베이 플랫폼(bay platform)이 있으며,이 노선은 웨스트 런던 철도를 통과하고 웨스트 브롬프턴 역에서 본선 및 4개 플랫폼 얼스 코트 역과의 교차점 앞에서 이어진다.

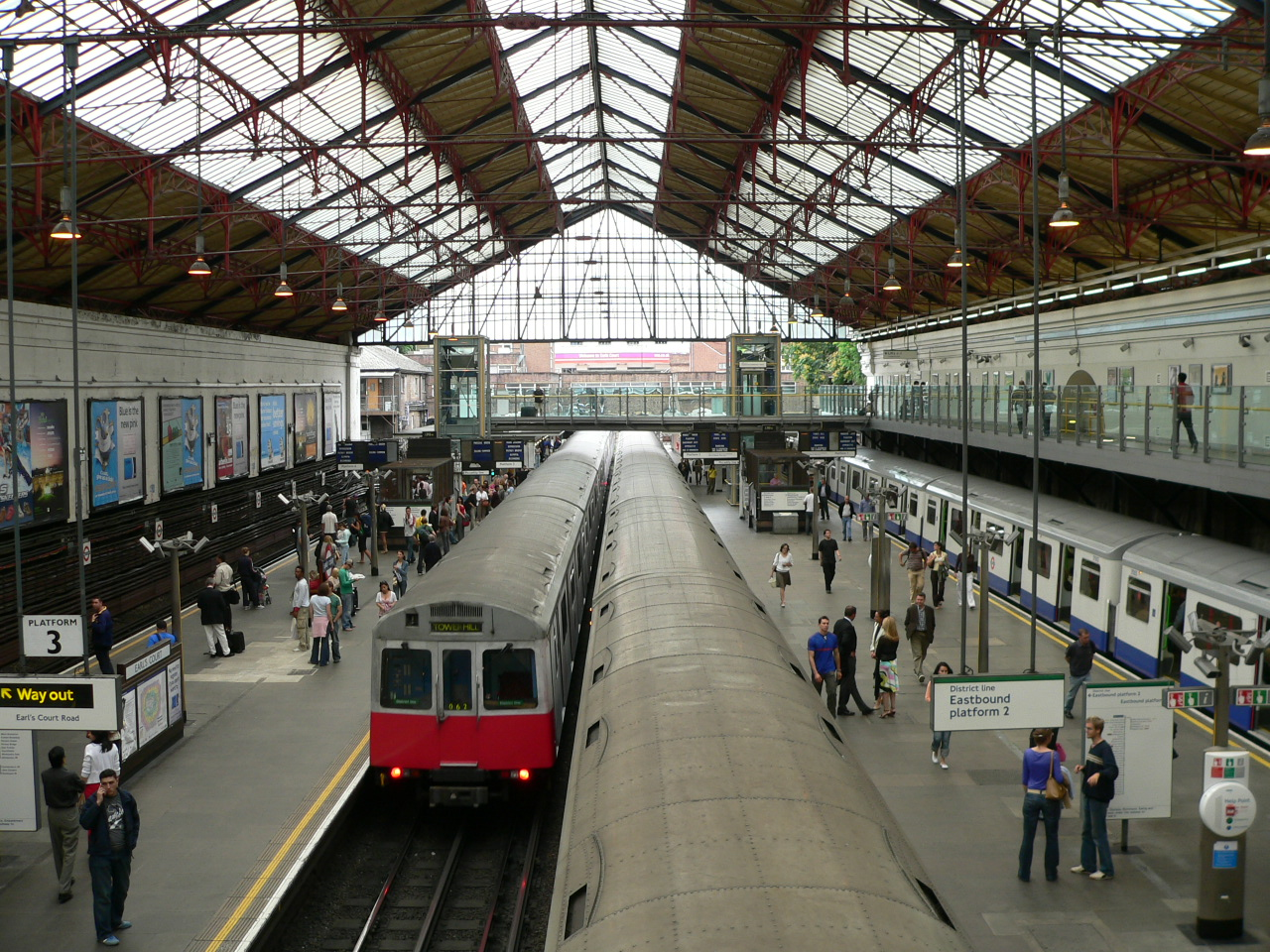
얼스 코트 역의 디스트릭트 선 승강장 전경

얼스 코트의 동쪽에는 본선에서 에지웨어 로드 지선으로 가는 입체 교차점이 있다. 하이 스트리트 켄징턴 역 이후로 서클 선을 따라가면서, 디스트릭트 선을 위한 두 개의 베이 플랫폼(bay platform)이 있다. 패딩턴 역 후, 이 지선은 역 프레드 스트리트(Praed Street) 교차점에서 해머스미스 & 시티 선에 합류하여 4개 승강장이 있는 에지웨어 로드 역에서 끝난다. 본선은 글로스터 로드(Gloucester Road)의 서클 선에 합류하고 노선과 역은 웨스트민스터 역에서 탬스 강을 만나는 개착식 터널에 있으며, 그 후 철도는 북쪽 강둑에 있는 빅토리아 임뱅크먼트(Victoria Embankment)에 있다. 타워 힐 역에는 베이 플랫폼이 있다.
타워 힐 이후 서클 선이 갈라지며, 알드게이트 이스트 역 바로 앞에서 디스트릭트 선이 해머스미스 & 시티 선에 합류한다. 이 노선은 화이트채플 역에서 런던 오버그라운드를 지나 2-마일 (3.2 km)의 보우 로드 행 화이트채플 & 보우 철도로 계속되며, 브롬리바이보우 역은 펜처치 스트리트 역에서 런던, 틸버리 & 사우스엔드 철도(London, Tilbury and Southend Railway)와 나란히 운행된다. 다음역인 웨스트 햄 역(West Ham)뿐만 아니라 주빌리 선과 도클랜즈 경전철에서도 이 노선과의 환승이 있다. 다음 역인 플래이스토우 역에 베이 플랫폼이 있으며, 해머스미스 & 시티 선은 바킹 역에서 종착한다. 디스트릭트 선은 업민스터 역에서 종착하기 전에, 런던, 틸버리 & 사우스엔드 철도를 따라 8개 역을 추가로 운행한다.

## 서비스
2012년 12월 기준 비혼잡 시간의 열차 운행은 아래와 같다.:
- 일링 브로드웨이 ~ 업민스터: 시간당 6대[7]
- 리치먼드 ~ 업민스터: 시간당 6대[8]
- 윔블던 ~ 타워 힐: 시간당 6대, 이중 3대는 계속해서 바킹까지 운행한다.[9]
- 윔블던 ~ 에지웨어 로드: 시간당 6대[9]
- 켄징턴(올림피아) ~ 하이 스트리트 켄징턴 (주말): 시간당 3대, 평일에는 켄징턴(올림피아) 행을 일일 7대로 운행한다.[10] 평일 전시회가 있는 날에는 시간당 2대 열차가 운영된다.[출처 필요]

얼스 코트(Earl's Court)와 타워 힐(Tower Hill) 사이에는 시간당 18대 열차(3-4분 간격)가 운행된다. 서클 선과 함께 글로스터로드(Gloucester Road)와 타워 힐(Tower Hill) 사이에는 시간당 24대 열차(2.5분 간격)가 있다. 2011/12년에 디스트릭트 선에서 2억 800만 여명의 여객이 여행했다.
출퇴근 시간에는 추가 열차가 있다. 얼스 코트에서 알드게이트 이스트까지의 중앙 구간은 Zone 1에 있으며 일링 브로드웨이와 윔블던 구간은 Zone 3에 있고 리치먼드는 Zone 4에 있다. 동쪽으로는 Zone 6의 업민스터까지 연결된다.

## 철도 차량

### S 차량(S Stock)

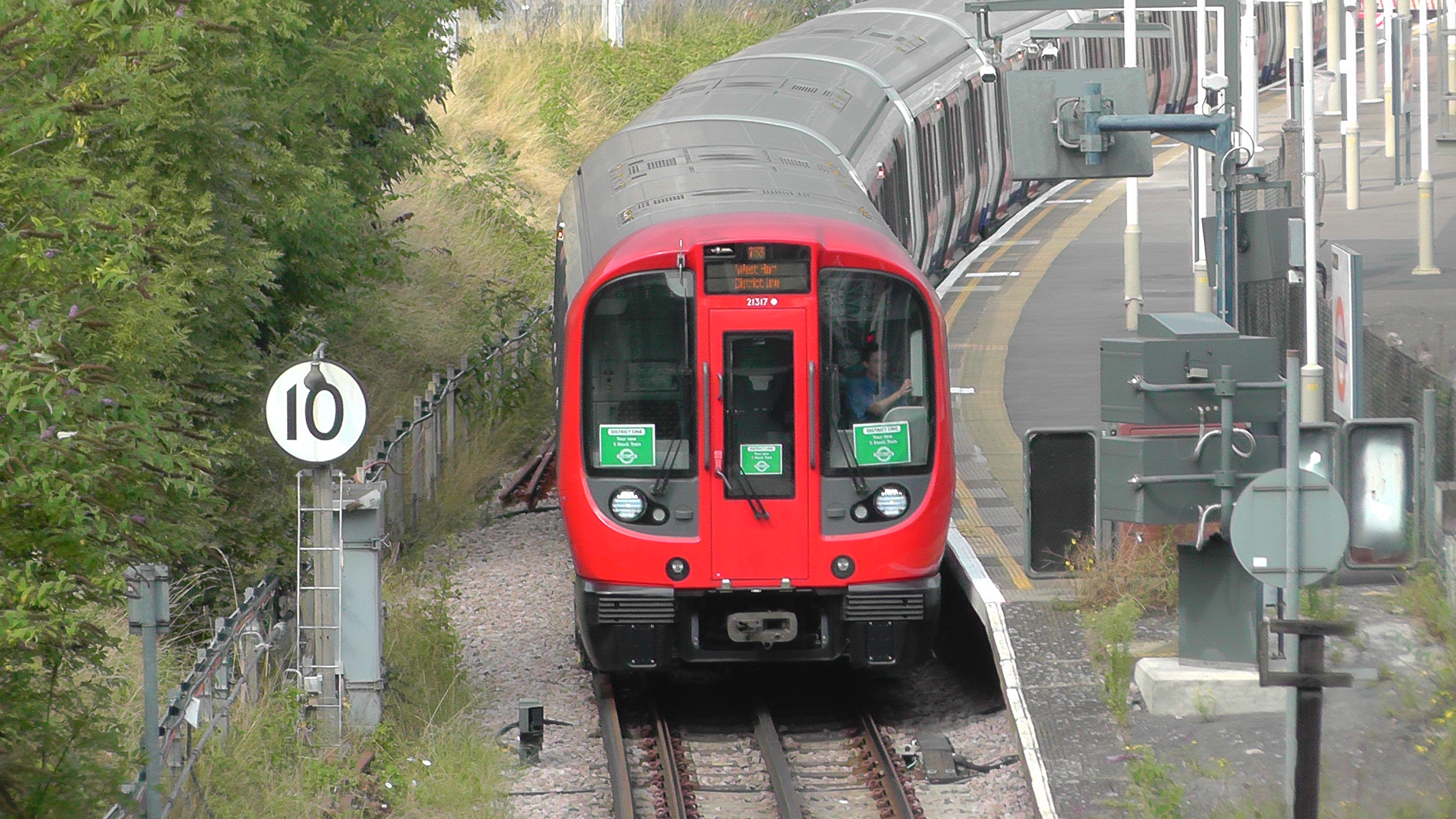
켄징턴 (올림피아) 역에 진입하는 디스트릭트 선 S7 S형 전동차

현재 7량의 S형 열차(S Stock)가 2013년에 서비스에 운행되기 시작했으며, 올림피아와 웨스트햄 사이의 서비스로 시작하여 서서히 C형 및 D형 차량을 대체했다.  현재 메트로폴리탄 선에서 사용중인 8량 차량 모델과 마찬가지로 이 열차는 봄바디어의의 모바이아(Movia) 제품군의 일부이며, (고심도 튜브 노선과는 달리) 저심도 터널이 뜨거운 공기를 분산시킬 수 있기 때문에 에어컨이 장착될 수 있었다.
최고 속도 62 mph (100 km/h)인, 7량의 S형 열차는 865명의 승객을 수송할 수 있으며, 6량의 C형 열차는 739명, 6대 D형 열차는 827명이다. 길이 117 미터 (384 ft)인 S형 열차는 93-미터 (305 ft) 길이의 C형 열차보다 24 미터 (79 ft) 더 길고, 역 플랫폼은 길어졌다. 열차에는 회생 제동이 있어, 에너지의 약 20%를 네트워크로 되돌릴 수 있다. 더 나은 성능을 제공하고 열차가 회생 제동을 통해 네트워크에 더많은 에너지를 반환할 수 있도록 견인 전압을 현재 공칭 630 V에서 750 V로 증가시킬 계획이다. 이 서비스는 2017년 4월까지 D78형 차량으로 운영되었다.

### 차량기지
S형 열차는 일링 커먼, 업민스터, 해머스미스 차량기지에서 관리된다. 일링 커먼 차량기지는 1900년대 초 디스트릭트 철도에 의해 전철화와 함께 지어졌으며, 해머스미스 차량기지는 해머스미스 & 시티 선이 거의 동시에 전철화되었을 때 메트로폴리탄 철도가 운영하는 그레이트 웨스턴 철도에 의해 지어졌다. 업민스터 차량기지는 디스트릭트 선이 분리되었을 때 1956-58년에 지어졌다.

## 개선 사업
7량의 S형 열차 도입과 함께 저심도 선로, 전기 공급 및 신호 시스템이 2018년 말까지 디스트릭트 선의 혼잡 시간 용량을 24% 증가시키는 개선 프로그램을 도입할 예정이다. 해머스미스(Hammersmith)에 저심도 네트워크를 위한 단일 제어실을 설치하고 1940년대에 설치된 신호 장비를 자동 열차 제어 장치(ATC)로 대체할 예정이다.

## 역 목록

### 운영중인 역
서쪽에서 동쪽 순으로 작성하였다.
| 역명                                        | 사진 | 개업일자         | 지선            | 특이 사항 | 위치                                                              |
| ------------------------------------------- | --- | ---------------- | --------------- | --- | ----------------------------------------------------------------- |
| 리치먼드 Richmond                           | | 1877년 10월 1일  | 리치먼드        | 내셔널 레일 서비스와 연결됨. 1869년 1월 1일 리치먼드뉴(Richmond New)라는 L&SWR 역으로 개설, 1937년 본선 역과 합쳐짐. | 북위 51° 27′ 47″ 서경 000° 18′ 00″ / 북위 51.46306° 서경 0.30000° |
| 큐 가든즈 Kew Gardens                       | | 1877년 10월 1일  | 리치먼드        | 1869년 1월 1일에 L&SWR 역으로 개설. | 북위 51° 28′ 38″ 서경 000° 17′ 07″ / 북위 51.47722° 서경 0.28528° |
| 거너스베리 Gunnersbury                      | | 1877년 10월 1일  | 리치먼드        | 런던 오버그라운드 서비스와 연결됨. 1869년 1월 1일 브렌트포드 로드(Brentford Road)라는 L&SWR 역으로 개설, 1871년 개명. | 북위 51° 29′ 30″ 서경 000° 16′ 30″ / 북위 51.49167° 서경 0.27500° |
| 일링 브로드웨이 Ealing Broadway             | | 1879년 7월 1일   | 일링 브로드웨이 | 내셔널 레일 서비스와 연결, 센트럴 선과 환승 가능. | 북위 51° 30′ 53″ 서경 000° 18′ 06″ / 북위 51.51472° 서경 0.30167° |
| 일링 커먼 Ealing Common                     | | 1879년 7월 1일   | 일링 브로드웨이 | 피카딜리 선과 환승 가능. 1886년에서 1910년 사이에 일링 커먼 앤 웨스트 액튼(Ealing Common and West Acton)으로 알려져 있음. | 북위 51° 30′ 37″ 서경 000° 17′ 17″ / 북위 51.51028° 서경 0.28806° |
| 액튼 타운 Acton Town                        | | 1879년 7월 1일   | 일링 브로드웨이 | 개통 당시 밀힐 파크(Mill Hill Park), 1910년 3월 1일에 개명. 피카딜리 선과 환승 가능. | 북위 51° 30′ 10″ 서경 000° 16′ 48″ / 북위 51.50278° 서경 0.28000° |
| 치식 파크 Chiswick Park                     | | 1879년 7월 1일   | 일링 브로드웨이 | 개통 당시 액튼 그린(Acton Green), 1889년에 치식 파크 앤 액튼 그린(Chiswick Park and Acton Green)으로, 1910년에 현재 이름으로 개명. | 북위 51° 29′ 41″ 서경 000° 16′ 04″ / 북위 51.49472° 서경 0.26778° |
| 터넘 그린 Turnham Green                     | | 1877년 6월 1일   | 본선 (액튼)     | 1869년 1월 1일에 L&SWR 역으로 개설. | 북위 51° 29′ 43″ 서경 000° 15′ 18″ / 북위 51.49528° 서경 0.25500° |
| 스탬포드 브룩 Stamford Brook                | | 1912년 2월 1일   | 본선 (액튼)     | | 북위 51° 29′ 42″ 서경 000° 14′ 45″ / 북위 51.49500° 서경 0.24583° |
| 라벤즈코트 파크 Ravenscourt Park            | | 1877년 6월 1일   | 본선 (액튼)     | 1873년 4월 1일 샤프츠버리 로드(Shaftesbury Road)라는 L&SWR 역으로 개설, 1888년 3월 1일 개명. | 북위 51° 29′ 39″ 서경 000° 14′ 09″ / 북위 51.49417° 서경 0.23583° |
| 해머스미스 Hammersmith                      | | 1874년 9월 9일   | 본선 (액튼)     | 피카딜리 선, 해머스미스 & 시티 선, 서클 선과 환승 가능. | 북위 51° 29′ 39″ 서경 000° 13′ 30″ / 북위 51.49417° 서경 0.22500° |
| 배런즈 코트 Barons Court                    | | 1906년 12월 15일 | 본선 (액튼)     | 피카딜리 선과 환승 가능. | 북위 51° 29′ 26″ 서경 000° 12′ 49″ / 북위 51.49056° 서경 0.21361° |
| 웨스트 켄징턴 West Kensington               | | 1874년 9월 9일   | 본선 (액튼)     | 개통당시 노스엔드(풀햄)/North End (Fulham), 1877년 개명. | 북위 51° 29′ 27″ 서경 000° 12′ 23″ / 북위 51.49083° 서경 0.20639° |
| 윔블던 Wimbledon                            | | 1889년 6월 3일   | 윔블던 지선     | 내셔널 레일 서비스 밑 트램링크와 환승 가능. 1838년 5월 21일에 L&SWR 역으로 개설. | 북위 51° 25′ 24″ 서경 000° 12′ 15″ / 북위 51.42333° 서경 0.20417° |
| 윔블던 파크 Wimbledon Park                  | | 1889년 6월 3일   | 윔블던 지선     | | 북위 51° 26′ 02″ 서경 000° 12′ 00″ / 북위 51.43389° 서경 0.20000° |
| 사우스필즈 Southfields                      | | 1889년 6월 3일   | 윔블던 지선     | | 북위 51° 26′ 42″ 서경 000° 12′ 25″ / 북위 51.44500° 서경 0.20694° |
| 이스트 퍼트니 East Putney                   | | 1889년 6월 3일   | 윔블던 지선     | | 북위 51° 27′ 31″ 서경 000° 12′ 41″ / 북위 51.45861° 서경 0.21139° |
| 퍼트니 브리지 Putney Bridge                 | | 1880년 3월 1일   | 윔블던 지선     | 개통당시 퍼트니 브리지 & 풀럼(Putney Bridge & Fulham), 1902년 1월 1일에 퍼트니 브리지 & 헐링햄(Putney Bridge & Hurlingham), 1932년에 현재 이름으로 개명 | 북위 51° 28′ 06″ 서경 000° 12′ 32″ / 북위 51.46833° 서경 0.20889° |
| 파슨스 그린 Parsons Green                   | | 1880년 3월 1일   | 윔블던 지선     | | 북위 51° 28′ 31″ 서경 000° 12′ 04″ / 북위 51.47528° 서경 0.20111° |
| 풀럼 브로드웨이 Fulham Broadway             | | 1880년 3월 1일   | 윔블던 지선     | 개통당시 월햄 그린(Walham Green), 1952년 3월 2일 개명 | 북위 51° 28′ 50″ 서경 000° 11′ 41″ / 북위 51.48056° 서경 0.19472° |
| 웨스트 브롬프턴 West Brompton               | | 1869년 4월 12일  | 윔블던 지선     | 내셔널 레일 및 런던 오버그라운드 서비스와 환승 가능. | 북위 51° 29′ 12″ 서경 000° 11′ 45″ / 북위 51.48667° 서경 0.19583° |
| 켄징턴 (올림피아) Kensington (Olympia)      | | 1946년 12월 20일 | 올림피아 지선   | 내셔널 레일 및 런던 오버그라운드 서비스와 환승 가능. The L&SWR은 1844년 웨스트 런던 철도에서 켄징턴 역을 잠시 열었다. 이 역은 1862년 6월 2일에 문을 열었으며 1868년에 켄징턴 애디슨 로드(Kensington Addison Road)로 이름을 변경하여 1940년에 서비스가 철수 될 때까지 L&NWR, GWR, 메트로폴리탄 및 기타 철도 서비스를 제공했다. 1946년 디스트릭트 선의 한 지선으로 재개되었다. | 북위 51° 29′ 55″ 서경 000° 12′ 39″ / 북위 51.49861° 서경 0.21083° |
| 얼스 코트 Earl's Court                      | | 1871년 10월 30일 | 본선 (액튼)     | 피카딜리 선 및 기타 모든 디스트릭트 선 서비스와 환승 가능. | 북위 51° 29′ 29″ 서경 000° 11′ 41″ / 북위 51.49139° 서경 0.19472° |
| 하이 스트리트 켄징턴 High Street Kensington | A white many-windowed building | 1868년 10월 1일  | 에지웨어 지선   | 개통 당시 켄징턴(하이 스트리트)/Kensington (High Street), 1880년에 개명. 서클 선과 환승 가능. | 북위 51° 30′ 03″ 서경 000° 11′ 33″ / 북위 51.50083° 서경 0.19250° |
| 노팅 힐 게이트 Notting Hill Gate            | A railway station with side platforms either side of two tracks that disappear into darkness under a painted steel bridge like structure topped with a brick wall, covered by a partially glazed barrel roof. | 1868년 10월 1일  | 에지웨어 지선   | 센트럴 선과 환승 가능. | 북위 51° 30′ 32″ 서경 000° 11′ 49″ / 북위 51.50889° 서경 0.19694° |
| 베이스워터 Bayswater                        | A single storey pale brick building topped with stone railing. Above an entrance is a canopy, around which are rectanglar blue signs reading "BAYSWATER" and "BAYSWATER STATION". People are walking in the street. | 1868년 10월 1일  | 에지웨어 지선   | 개통당시 베이스워터(Bayswater), 1923년에 베이스워터(퀸즈 로드)&웨스트번 그로브/Bayswater (Queen's Road) & Westbourne Grove로 개명. 1933년에 베이스워터(퀸즈로드)/Bayswater (Queen's Road), 1946년에 베이스워터(퀸즈웨이)/Bayswater (Queensway)로 개명. 부역명은 이후 차차 삭제되었다.                                                                                        | 북위 51° 30′ 43″ 서경 000° 11′ 17″ / 북위 51.51194° 서경 0.18806° |
| 패딩턴 Paddington                           | A pale two storey stone building, with gold coloured letters at the top reading "METROPOLITAN RAILWAY" and "PADDINGTON STATION", windows on the first floor. On the ground floor there are shops either side of an entrance with a canopy with rectanglar blue signs reading "PADDINGTON STATION". There are cars and a small truck in the road and people are walking on the pavement. | 1868년 10월 1일  | 에지웨어 지선   | 개통당시 패딩턴(프레드 스트리트)/Paddington (Praed Street), 1948년 개명. 베이컬루 선과 패딩턴 본선 역과 환승 가능. | 북위 51° 30′ 56″ 서경 000° 10′ 32″ / 북위 51.51556° 서경 0.17556° |
| 에지웨어 로드 Edgware Road                  | | 1863년 10월 1일  | 에지웨어 지선   | 서클 선, 해머스미스 & 시티 선과 환승 가능 | 북위 51° 31′ 12″ 서경 000° 10′ 04″ / 북위 51.52000° 서경 0.16778° |
| 글러스터 로드 Gloucester Road               | A beige-bricked building with a green sign reading "METROPOLITAN & DISTRICT RAILWAYS GLOUCESTER ROAD STATION" in white letters | 1868년 10월 1일  | 본선 (업민스터) | 개통 당시 브롬턴(글러스터 로드)/Brompton (Gloucester Road), 1907년 개명. 피카딜리 선, 서클 선과 환승 가능 | 북위 51° 29′ 41″ 서경 000° 10′ 59″ / 북위 51.49472° 서경 0.18306° |
| 사우스 켄징턴 South Kensington              | A entrance behind a raised bed of green plant and under a blue sign reading "SOUTH KENSINGTON STATION" leads into an arcade of shops. Above the entrance there is a glass panel with white lettering reading "METROPOLITAN AND DISTRICT RAILWAYS" and "SOUTH KENSINGTON STATION". | 1868년 12월 24일 | 본선 (업민스터) | 피카딜리 선과 환승 가능 | 북위 51° 29′ 39″ 서경 000° 10′ 26″ / 북위 51.49417° 서경 0.17389° |
| 슬로언 스퀘어 Sloane Square                 | A modern looking building with marble coloured tiled wall at ground level with grey cladding above. A small concrete canopy is over the larger of two entrances with blue signs reading "SLOANE SQUARE STATION", people are entering and exiting through the larger entrance. | 1868년 12월 24일 | 본선 (업민스터) | | 북위 51° 29′ 33″ 서경 000° 09′ 24″ / 북위 51.49250° 서경 0.15667° |
| 빅토리아 Victoria                           | A grey building with three rectangular, white signs reading "London Victoria Station" in black letters all under a clear, white sky | 1868년 12월 24일 | 본선 (업민스터) | 빅토리아 선 및 내셔널 레일 서비스와 환승 가능. | 북위 51° 29′ 48″ 서경 000° 08′ 41″ / 북위 51.49667° 서경 0.14472° |
| 세인트 제임스 파크 St James's Park          | | 1868년 12월 24일 | 본선 (업민스터) | | 북위 51° 29′ 58″ 서경 000° 08′ 04″ / 북위 51.49944° 서경 0.13444° |
| 웨스트민스터 Westminster                    | A large crowd of people walking on a grey sidewalk next to a black road where two vehicles are driving from the left to the right | 1868년 12월 24일 | 본선 (업민스터) | 개통당시 웨스트민스터 브리지(Westminster Bridge), 1907년 개명. 주빌리 선과 환승 가능. | 북위 51° 30′ 04″ 서경 000° 07′ 30″ / 북위 51.50111° 서경 0.12500° |
| 엠뱅크먼트 Embankment                       | A grey building with a blue sign reading "EMBANKMENT STATION" in white letters and people standing in the foreground all under a white sky | 1870년 5월 30일  | 본선 (업민스터) | 개통 당시 차링크로스(Charing Cross), 1974년에 차링크로스 엠벵크먼트(Charing Cross Embankment), 1976년에 현재 이름으로 개명. 베이컬루 선, 노던 선과 차링크로스 내셔널 레일 역과 환승 가능. | 북위 51° 30′ 25″ 서경 000° 07′ 19″ / 북위 51.50694° 서경 0.12194° |
| 템플 Temple                                 | A grey building with a rectangular, white sign on a rounded corner reading "TEMPLE STATION" in black letters all under a blue sky | 1870년 5월 30일  | 본선            | 개통 당시 더 템플(The Temple). | 북위 51° 30′ 40″ 서경 000° 06′ 52″ / 북위 51.51111° 서경 0.11444° |
| 블랙프라이어스 Blackfriars                  | A glass structure with gray slats on higher floor; an entrance leads under a canopy with a sign reading "BLACKFRIARS STATION" into a large internal space seen through the glass, People are walking into the entrance and coming up steps from an underpass. | 1870년 5월 30일  | 본선            | 내셔널 레일 서비스와 환승 가능 | 북위 51° 30′ 42″ 서경 000° 06′ 11″ / 북위 51.51167° 서경 0.10306° |
| 맨션 하우스 Mansion House                   | A beige-bricked building with a rectangular, dark blue sign reading "MANSION HOUSE STATION" in white letters and a yellow sign reading "OFFICES TO LET" | 1871년 7월 3일   | 본선            | | 북위 51° 30′ 44″ 서경 000° 05′ 39″ / 북위 51.51222° 서경 0.09417° |
| 캐논 스트리트 Cannon Street (WB)            | A building with four people walking in front of it, one man in a white shirt sitting in front of it, and one white vehicle driving in front of it | 1884년 10월 6일  | 본선            | 내셔널 레일 서비스와 환승 가능 | 북위 51° 30′ 37″ 서경 000° 05′ 27″ / 북위 51.51028° 서경 0.09083° |
| 모뉴먼트 Monument                           | An entrance in a larger building under a sign reading "MONUMENT STATION" reveals banisters leading down. A woman is walking out of the entrance | 1884년 10월 6일  | 본선            | 개통 당시 이스트칩(Eastcheap), 1884년에 더 모뉴먼트(The Monument)로 개명. 에스컬레이터를 통해 연결된 뱅크 역에서 센트럴 선, 노던 선, 워털루 & 시티 선, 도클랜즈 경전철과 환승 가능. | 북위 51° 30′ 47″ 서경 000° 05′ 17″ / 북위 51.51306° 서경 0.08806° |
| 타워 힐 Tower Hill                          | A grey, many-windowed castle with flags flying from its turrets in the background, several people walking in the foreground, and a bright sky above | 1882년 9월 25일  | 본선            | 메트로폴리탄 철도에서 "타워오브런던(Tower of London)"으로 개업, 그러나 1884년 디스트릭트 철도에서 인근에 "마크 레인 역(Mark Lane)"을 열면서 폐쇄조치. 이 역은 1946년 "타워 힐(Tower Hill)"로 개명되어 1967년 "타워오브런던" 역 위치로 이전. 서클 선과 환승 가능. | 북위 51° 30′ 36″ 서경 000° 04′ 34″ / 북위 51.51000° 서경 0.07611° |
| 알드게이트 이스트 Aldgate East              | In the middle of building works a glass doors show banisters leading down beneath a sign reading "ALDGATE EAST STATION", this beneath a canopy supported on four girders. | 1884년 10월 6일  | 본선            | 해머스미스 & 시티 선과 환승 가능. 1938년에 현재 위치로 이전. | 북위 51° 30′ 55″ 서경 000° 04′ 20″ / 북위 51.51528° 서경 0.07222° |
| 화이트채플 Whitechapel                      | Two entrances on the ground floor of what looks like a terraced house between a shop with green sign reading "Fresh" and a building with a sign reading "Lecture Hall" above a door | 1884년 10월 6일  | 본선            | 런던 오버그라운드 서비스와 환승 가능. 개통 당시 화이트채플(마일 엔드)/Whitechapel (Mile End), 1901년 개명. | 북위 51° 31′ 08″ 서경 000° 03′ 40″ / 북위 51.51889° 서경 0.06111° |
| 스텝니 그린 Stepney Green                   | A brick building under a slate roof with a pale front; two arched doorways on the left and four arched windows to the right, above which a rectangular, dark blue sign reading "STEPNEY GREEN STATION" in white letters | 1902년 6월 23일  | 본선            | | 북위 51° 31′ 19″ 서경 000° 02′ 47″ / 북위 51.52194° 서경 0.04639° |
| 마일 엔드 Mile End                          | A grey-bricked building with a rectangular, dark blue sign reading "MILE END STATION" in white letters all under a light blue sky with white clouds | 1902년 6월 2일   | 본선            | 센트럴 선과 공용 승강장 사용. | 북위 51° 31′ 30″ 서경 000° 01′ 59″ / 북위 51.52500° 서경 0.03306° |
| 보우 로드 Bow Road                          | A red-bricked building with a blue sign reading "BOW ROAD STATION" in white letters and a tree in the foreground all under a blue sky with white clouds | 1902년 6월 11일  | 본선            | | 북위 51° 31′ 38″ 서경 000° 01′ 29″ / 북위 51.52722° 서경 0.02472° |
| 브롬리바이보우 Bromley-by-Bow               | A squat bricked building behind a concrete wall with a dark blue sign reading "BROMLEY-BY-BOW STATION" in white letters | 1902년 6월 2일   | 본선            | 1894년 LT&SR 역으로 개설. 개설 당시 브롬리(Bromley), 1940년 LT&SR 역 폐쇄, 1967년 개명. | 북위 51° 31′ 26″ 서경 000° 00′ 41″ / 북위 51.52389° 서경 0.01139° |
| 웨스트 햄 West Ham                          | A brown-bricked building with a large, grey sign reading "WEST HAM" in white letters and four people in front all under a light grey sky | 1902년 6월 2일   | 본선            | 주빌리 선, 도클랜즈 경전철 및 내셔널 레일 서비스와 환승 가능. 1924년~69년 사이 웨스트 햄(마너 로드)/West Ham (Manor Road), 1941년 메트로폴리탄 서비스 개시, 1994년 LT&SR 역 폐쇄. | 북위 51° 31′ 41″ 동경 000° 00′ 14″ / 북위 51.52806° 동경 0.00389° |
| 플래이스토우 Plaistow                       | A red bricked cube shaped building with a rectangular, dark blue sign reading "PLAISTOW STATION" in white letters and people walking on the pavement in front | 1902년 6월 2일   | 본선            | 1858년 LT&SR 역으로 개설. | 북위 51° 31′ 53″ 동경 000° 01′ 02″ / 북위 51.53139° 동경 0.01722° |
| 업톤 파크 Upton Park                        | A red-and-brown bricked building with a rectangular, dark blue sign reading "UPTON PARK STATION" in white letters all under a light blue sky | 1902년 6월 2일   | 본선            | 1877년 LT&SR 역으로 개설. | 북위 51° 32′ 06″ 동경 000° 02′ 04″ / 북위 51.53500° 동경 0.03444° |
| 이스트 햄 East Ham                          | A red- and brown-bricked building with a blue sign reading "EAST HAM STATION" in white letters and people walking in front all under a white sky | 1902년 6월 2일   | 본선            | 1858년 LT&SR 역으로 개설. | 북위 51° 32′ 20″ 동경 000° 03′ 06″ / 북위 51.53889° 동경 0.05167° |
| 바킹 Barking                                | A glass and steel building with a canopy, a row of shops at ground level. There is a bus waiting at a bus stop in front of the building, and cars waiting with people. A sign above an entrance readings "Barking" with symbols for National Rail and London Underground. | 1902년 6월 2일   | 본선            | 내셔널 레일 및 런던 오버그라운드와 환승 가능. 1854년 LT&SR 역으로 개설. 1905년에서 1932년까지 디스트릭트 선 서비스가 중단되었었다. | 북위 51° 32′ 21″ 동경 000° 04′ 54″ / 북위 51.53917° 동경 0.08167° |
| 어퍼니 Upney                                | | 1932년 9월 12일  | 본선            | | 북위 51° 32′ 19″ 동경 000° 06′ 05″ / 북위 51.53861° 동경 0.10139° |
| 베콘트리 Becontree                          | | 1932년 9월 12일  | 본선            | | 북위 51° 32′ 25″ 동경 000° 07′ 37″ / 북위 51.54028° 동경 0.12694° |
| 대거넘 히스웨이 Dagenham Heathway           | | 1932년 9월 12일  | 본선            | 히스웨이(Heathway)로 개설, 1949년 개명. | 북위 51° 32′ 30″ 동경 000° 08′ 49″ / 북위 51.54167° 동경 0.14694° |
| 대거넘 이스트 Dagenham East                 | | 1902년 6월 2일   | 본선            | 1885년 대거넘(Dagenham)으로 개설, 1905년에서 1932년까지 디스트릭트 선 서비스가 중단되었었고, 1949년에 개명. | 북위 51° 32′ 40″ 동경 000° 09′ 56″ / 북위 51.54444° 동경 0.16556° |
| 엘름 파크 Elm Park                          | | 13 May 1935      | 본선            | | 북위 51° 32′ 59″ 동경 000° 11′ 52″ / 북위 51.54972° 동경 0.19778° |
| 혼처치 Hornchurch                           | | 1902년 6월 2일   | 본선            | 1885년 LT&SR 역으로 개설, 1905년에서 1932년까지 디스트릭트 선 서비스가 중단되었었다. | 북위 51° 33′ 11″ 동경 000° 13′ 08″ / 북위 51.55306° 동경 0.21889° |
| 업민스터 브리지 Upminster Bridge            | | 1934년 12월 17일 | 본선            | | 북위 51° 33′ 29″ 동경 000° 14′ 03″ / 북위 51.55806° 동경 0.23417° |
| 업민스터 Upminster                          | | 1902년 6월 2일   | 본선            | 1885년 LT&SR 역으로 개설, 1905년에서 1932년까지 디스트릭트 선 서비스가 중단되었었다. 내셔널 레일 및 런던 오버그라운드 서비스와 환승 가능. | 북위 51° 33′ 32″ 동경 000° 15′ 04″ / 북위 51.55889° 동경 0.25111° |

### 폐쇄된 역 및 가상의 역
지금의 피카딜리 선에 있는 현재의 하운즐로 이스트 역으로 대체되기 전 존재했던 하운즐로 타운 역(Hounslow Town station)은 1883년 5월 1일과 1909년 5월 1일 사이 종착역이었다. 화이트채플과 알드게이트 이스트 사이에는 세인트 마리스 역(St. Mary's station)이 1884년 3월 3일부터 1938년 4월 30일까지 존재했으며, 알드게이트 이스트 역이 이동했을 때 폐쇄되었다.
월포드 이스트 역은 BBC 텔레비전 연속극 <이스트엔더스(EastEnders)>에 나오는 가상의 지하철 역으로, 2010년 2월 이후 에피소드는 역에서 운행되는 디스트릭트 열차의 CGI(컴퓨터 생성 이미지)를 사용했다.
<셜록(Sherlock)> 에피소드 "The Empty Hearse"에서 수마트라 로드(Sumatra Road, 웨스트민스터 역의 미사용 지선으로 웨스트민스터 궁전 아래에 위치)라는 가상의 미개봉 종착역이 에피소드의 테러 음모 이야기를 위해 제작되었다. 이 역은 실제 있었던 알드위치(Aldwych)에서 노던 선의 1972년식 차량으로 촬영되었는데, 저심도인 디스트릭트 선에서 고심도 열차와 터널로 표현되어 고증 오류가 발생했다.

### 내용주
1. ↑  일링 커먼(Ealing Common) 차량기지 위치: 북위 51° 30′ 24″ 서경 000° 17′ 07″ / 북위 51.50667°  서경 0.28528°
2. ↑  업민스터(Upminster) 차량기지 위치: 북위 51° 33′ 38″ 동경 000° 15′ 52″ / 북위 51.56056°  동경 0.26444°
3. ↑  해머스미스(Hammersmith) 차량기지 위치: 북위 51° 29′ 52″ 서경 000° 13′ 31″ / 북위 51.49778°  서경 0.22528°

### 참조주
1. 1 2  “Performance: LU Performance Data Almanac”. Transport for London. 2011–2012. 14 February 2013에 원본 문서에서 보존된 문서. 17 January 2013에 확인함.
2. ↑  “District line facts”. Transport for London. 2012년 12월 1일에 확인함.
3. ↑  “Key facts”. Transport for London. 2011년 12월 15일에 원본 문서에서 보존된 문서. 2012년 12월 1일에 확인함.
4. ↑  Martin, Andrew (2012년 4월 26일). 《Underground, Overground: A Passenger's History of the Tube》. Profile Books. 137–138쪽. ISBN 978-1-84765-807-4. 2012년 12월 7일에 확인함.
5. ↑  Glover, John (2003). 《London's Underground》. Ian Allan. 158쪽. ISBN 978-0-7110-2935-4.
6. 1 2 3 4 5 6 7 8  “Detailed London Transport Map”. 《carto.metro.free.fr》. 2012년 12월 1일에 확인함.
7. ↑  “Ealing Broadway to Upminster District line timetable”. Transport for London. 2012년 12월 9일에 확인함. In the Tube timetable - Tube station box select "Ealing Broadway" and press Get Timetable. Select District line Upminster timetable and then view timetable.
8. ↑  “Richmond to Upminster District line timetable”. Transport for London. 2012년 12월 9일에 확인함. In the Tube timetable - Tube station box select "Richmond" and press Get Timetable. Select District line Upminster timetable and then view timetable.
9. 1 2  “Wimbledon to Tower Hill District line timetable”. Transport for London. 2012년 12월 9일에 확인함. In the Tube timetable - Tube station box select "Wimbledon" and press Get Timetable. Select District line Tower Hill timetable and then view timetable.
10. ↑  “Kensington (Olympia) to High Street Kensington District line timetable”. Transport for London. 2012년 12월 9일에 확인함. In the Tube timetable - Tube station box select "Kensington (Olympia)" and press Get Timetable. Select District line High Street Kensington timetable and then view timetable.
11. ↑  “Standard Tube Map” (PDF). Transport for London. 2012년 12월 8일에 확인함.
12. ↑  “District pips Circle to the post”. 《Modern Railways》 70 (781): 12. October 2013.
13. 1 2  “Our Upgrade Plan” (PDF). London Underground. February 2011. 2012년 8월 17일에 원본 문서 (PDF)에서 보존된 문서. 2012년 12월 7일에 확인함.
14. 1 2  “Metro — London, United Kingdom”. Bombardier. 2011년 1월 27일에 확인함.
15. ↑  “Rolling Stock: C Stock”. Transport for London. 2012년 11월 5일에 원본 문서에서 보존된 문서. 2012년 11월 25일에 확인함.
16. ↑  “Rolling Stock: D Stock”. Transport for London. 2013년 4월 6일에 원본 문서에서 보존된 문서. 2012년 11월 29일에 확인함.
17. 1 2  “Rolling Stock: S stock”. Transport for London. 29 December 2013에 원본 문서에서 보존된 문서. 10 January 2012에 확인함.
18. ↑  “'S' stock making its mark”. 《Modern Railways》 (London). December 2010. 46면.
19. ↑  “Transforming the Tube” (PDF). Transport for London. July 2008. 5 June 2011에 원본 문서 (PDF)에서 보존된 문서. 28 May 2009에 확인함.
20. ↑  Horne 2006, 42쪽.
21. ↑  Jackson 1986, 185쪽.
22. ↑  Horne 2006, 81쪽.
23. 1 2  Abbott, James (January 2013). “Sub-surface renewal”. 《Modern Railways》. 38–41면.
24. ↑  “District line Upgrade Plan”. Transport for London. 2012년 12월 4일에 원본 문서에서 보존된 문서. 2012년 12월 8일에 확인함.
25. ↑  Stewart, Rob (January 2013). “Cityflo 650 to control the SSR”. 《Modern Railways》. 42–43면.
26. 1 2 3 4 5 6 7 8 9 10 11 12 13 14 15 16 17 18  Rose 2007.
27. ↑  Butt 1995, 197쪽.
28. ↑  Butt 1995, 131쪽.
29. ↑  Butt 1995, 43, 111쪽.
30. ↑  Forgotten Stations of Greater London by J.E.Connor and B.Halford
31. ↑  Butt 1995, 130쪽.
32. ↑  Horne 2006, 15, 73쪽.
33. ↑  Jackson 1986, 110쪽.
34. ↑  Butt 1995, 45쪽.
35. ↑  Butt 1995, 245쪽.
36. ↑  Butt 1995, 186쪽.
37. ↑  Butt 1995, 238쪽.
38. ↑  Butt 1995, 88쪽.
39. ↑  Butt 1995, 27쪽.
40. ↑  Butt 1995, 75쪽.
41. ↑  Butt 1995, 123쪽.
42. ↑  Butt 1995, 237쪽.
43. ↑  Horne 2006, 21, 42, 47쪽.
44. ↑  Horne 2006, 25, 68쪽.
45. ↑  “Underground Eastenders”. 《underground-history.co.uk》. 2005년 4월 27일. 2013년 2월 15일에 확인함.
46. ↑  “Get your anoraks on ... trains are coming!”. BBC Online. 2010년 2월 3일. 2013년 2월 15일에 확인함.
47. ↑  Waterson, Jim. “The London Underground Lines In "Sherlock" Are All Wrong”. 《Buzzfeed》. 2014년 1월 3일에 확인함.

### 참고 문헌
- Bruce, J Graeme (1983). 《Steam to Silver. A history of London Transport Surface Rolling Stock》. Capital Transport. ISBN 0-904711-45-5.
- Butt, R. V. J. (1995). 《The Directory of Railway Stations: details every public and private passenger station, halt, platform and stopping place, past and present》 1판. Patrick Stephens Ltd. ISBN 1-85260-508-1.
- Green, Oliver (1987). 《The London Underground: An illustrated history》. Ian Allan. ISBN 0-7110-1720-4.
- Horne, Mike (2006). 《The District Line》. Capital Transport. ISBN 1-85414-292-5.
- Jackson, Alan (1986). 《London's Metropolitan Railway》. David & Charles. ISBN 0-7153-8839-8.
- Rose, Douglas (December 2007) [1980]. 《The London Underground: A Diagrammatic History》 8판. Capital Transport. ISBN 978-1-85414-315-0.

## 추가 참고 도서
- 《London Railway Map》. Quail Maps. 2001. ISBN 978-1-898319-54-2.
- Yonge, John (November 2008) [1994].  Jacobs, Gerald, 편집. 《5: Southern & TfL》. Railway Track Diagrams 3판. Bradford on Avon: Trackmaps. ISBN 978-0-9549866-4-3.